# Brian Krebs
Brian Krebs, né en 1972 en Alabama (États-Unis), est un journaliste américain spécialiste en cybersécurité.
De 1995 à 2009, il travaille au Washington Post et couvre ce qui concerne la politique dans le domaine des nouvelles technologies (en), la vie privée et la sécurité informatique. En 2009, il lance le blog KrebsOnSecurity.com spécialisé dans les mêmes thèmes et qui devient une référence dans le domaine,.
Le 14 mars 2013, il devient le premier journaliste à être victime de swatting.

## Biographie
Krebs a obtenu sa licence en Relations internationales en 1994 à l'Université George Mason. 

## Publications
- Spam Nation: The Inside Story of Organized Cybercrime―from Global Epidemic to Your Front Door, Sourcebooks (en), 2014,  (ISBN 9781402295614)